# Priya Anjali Rai
Priya Anjali Rai (más néven: Priya Rai) (Delhi, India, 1977. december 25. –)  indiai-amerikai pornószínésznő.
Kétéves korában amerikai szülők fogadták örökbe Minneapolisban.
Az Arizóniai Állami Egyetemen marketinget tanult. Jelenleg az arizóniai Phoenixben lakik. Rai sztriptíztáncos volt 12 éven keresztül, mielőtt belevágott volna a szexfilmes szakmába 2007-ben, 29 évesen. A Complex magazine egy 100-as listán a 19. helyre rangsorolta. "Minden idők legcsinosabb pornósztárjai" listáján a 32. helyet szerezte meg. Hagyományos színészként is kipróbálta magát.

## Válogatott filmográfia
| - 2013 Isis Rising: Curse of the Lady Mummy - 2012 Black Owned 4 - 2012 A MILF's Tale 3 - 2011 Oil Overload 5 - 2011 American Cocksucking Sluts - 2011 Pornstars Like It Big 11 - 2010 Big Titty City | - 2010 Big Tits at School 9 - 2010 Octopussy 3-D: A XXX Parody - 2010 James Bone's Girlfriend - 2010 Big Breast Nurses 2 - 2010/II Bossy MILFs 3 - 2010 Amy Ried's Sexy Girls - 2010 Big Tits in Sports |